# Pietrabruna
Pietrabruna är en ort och kommun i provinsen Imperia i regionen Ligurien i Italien. Kommunen hade 458 invånare (2018).